# Onthophagus javaecola
Onthophagus javaecola là một loài bọ cánh cứng trong họ Bọ hung (Scarabaeidae).